# Iyari Limon

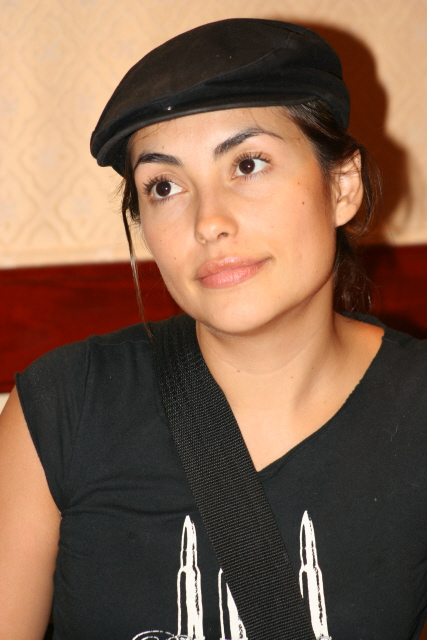
Iyari Limon

Iyari Pérez Limón (* 8. April 1976 in Guadalajara, Mexiko) ist eine US-amerikanische Schauspielerin.

## Leben
Limóns Vorfahren waren Inder, Spanier, Franzosen und Deutsche. Mit einem Jahr zog sie mit ihrer Familie in die Vereinigten Staaten, nach Los Angeles. Dadurch spricht sie fließend spanisch und englisch.
Limón hat in zahlreichen TV-Spots mit gespielt, sowohl in Spanisch als auch Englisch. Unter anderem drehte sie Werbespots für Toyota und Dr Pepper. Ihre Schauspielkarriere begann sie 1995 mit einer Gastrolle in einer Folge von Emergency Room. Es folgten weitere kleine Rollen in verschiedenen TV-Serien. Ihre erste große Rolle bekam sie 1999 von MTVs Undressed – Wer mit wem? angeboten, wo sie in drei Folgen als Cindy auftrat.
Am bekanntesten wurde sie jedoch durch ihre Rolle als Willows Freundin Kennedy bei Buffy – Im Bann der Dämonen.
Limón outete sich in einem Interview mit der Website AfterEllen.com im April 2006 als bisexuell, in dem sie erklärte, dass sie einmal verheiratet war und sich zum Zeitpunkt des Interviews mit DJ Sandra Edge traf. Im September 2007 berichtete AfterEllen.com, dass Limóns und Edges Beziehung zu Ende war und dass Limón von ihrem neuen Mann Alejandro Soltero schwanger war. Ihre Tochter wurde im August 2007 geboren.

## Filmografie
- 1995: Emergency Room – Die Notaufnahme (ER, Fernsehserie, eine Folge)
- 1997: Mit vollem Einsatz (On the Line, Fernsehfilm)
- 1998: Reyes y Rey (Fernsehserie, eine Folge)
- 1999: Killer Kobra
- 2000: Undressed – Wer mit wem? (Undressed, Fernsehserie, drei Folgen)
- 2000: The Egg Plant Lady
- 2000: Cover Me: Based on the True Life of an FBI Family (Fernsehserie, Folge Beauty Marks)
- 2002: Double teamed – Ein Traum wird wahr (Double Teamed, Fernsehfilm)
- 2002: Strong Medicine: Zwei Ärztinnen wie Feuer und Eis (Strong Medicine, Fernsehserie, eine Folge)
- 2002: The Mind of the Married Man (Fernsehserie, Folge The Perfect Babysitter)
- 2002–2003: The Brothers Garcia (Fernsehserie, zwei Folgen)
- 2002–2003: Buffy – Im Bann der Dämonen (Buffy the Vampire Slayer, Fernsehserie, 13 Folgen)
- 2004: Without a Trace – Spurlos verschwunden (Without a Trace, Fernsehserie, eine Folge)
- 2004: Drew Carey Show (The Drew Carey Show, Fernsehserie, eine Folge)
- 2005: Blutige Hochzeit (Death by Engagement)
- 2005: Quintuplets (Fernsehserie, Folge The Coconut Kapow)
- 2007: Maquillaje
- 2008: Turok: Son of Stone (Stimme)
- 2008: Dead Space (CS, Stimme)
- 2009: Dead Space: Extraction (CS, Stimme)
- 2011: L.A. Noire (CS, Stimme)
- 2018: Instakiller (Fernsehfilm)
- 2018: Jane the Virgin (Fernsehserie, eine Folge)
- 2019: VHYes
- 2020: How to Get Away with Murder (Fernsehserie, eine Folge)
- 2021: Good Girls (Fernsehserie, eine Folge)